# 我家那小子
《我家那小子》，原名《单身饭》（英語：Bachelor's Date），是中国大陆湖南卫视推出的一档亲情成长观察类真人秀节目。节目以记录与观察为主打，结合纪实真人秀与演播室观察访谈类节目的特点全方位展现单身男艺人的独居生活。
《我家那小子》首两季由制作过《花儿与少年》（第一、二季）、《亲爱的·客栈》的陈歆宇工作室打造，由李维嘉、大张伟及刘欣然与飞行观察员担任观察团成员。第一季以「好好去生活」为主题，于2018年7月7日起每週六22:00接档《我是大侦探》播出；第二季以「做更好的我」为主题，于2019年5月2日起每週四22:00接档《恋梦空间第一季》播出。
2024年，阔别五年的《我家那小子》回归。新一季节目的出品方由湖南卫视变更为芒果TV，此外由于陈歆宇的离职，新一季节目的总导演改由王鹏飞担任。第三季以「好好生活季」为主题，觀察团成員全面改組，由齊思鈞、思文（第五期缺席）及李松蔚擔任，于2024年11月30日12:00在芒果TV、22:00在湖南卫视播出超前企劃，12月7日起每週六12:00在芒果TV、22:00在湖南衛視播出，接档节目《花儿绽放·乡村季》。

## 节目简介
《我家那小子》以记录与观察为主打，结合纪实真人秀与演播室观察访谈类节目的特点全方位展现单身男艺人的独居生活。每期节目中，主持人会与有份参演节目的单身男艺人的母亲（或其他成年女性家长）在演播室以观察员的身份通过拍摄得来的日常生活片段认真观察单身儿子的独居生活状况，并让每位母亲表达一直担心自己孩子的心情，以亲情观察带领大众「好好去生活」。

## 节目成员

### 第一季
| 观察对象 | 观察对象      | 观察对象 | 妈妈／成年家长 | 妈妈／成年家长 | 妈妈／成年家长   |
| 姓名     | 生日          | 职业     | 姓名           | 参与节目时年龄 | 与观察对象之关系 |
| -------- | ------------- | -------- | -------------- | -------------- | ---------------- |
| 朱雨辰   | 1979年2月27日 | 演员     | 朱湘玲         | 70             | 母子             |
| 徐海乔   | 1983年4月17日 | 演员     | 高绪增         | 63             | 母子             |
| 钱枫     | 1983年9月22日 | 主持人   | 李素妹         | 61             | 母子             |
| 陈学冬   | 1990年6月28日 | 演员     | 陈中妹         | 55             | 姨甥             |
| 武艺     | 1990年11月3日 | 歌手     | 杨秀芳         | 57             | 母子             |

### 第二季
| 观察对象 | 观察对象      | 观察对象   | 妈妈／成年家长 | 妈妈／成年家长   |
| 姓名     | 生日          | 职业       | 姓名           | 与观察对象之关系 |
| -------- | ------------- | ---------- | -------------- | ---------------- |
| 钱枫     | 1983年9月22日 | 主持人     | 李素妹         | 母子             |
| 陈学冬   | 1990年6月28日 | 演员       | 陈中妹         | 姨甥             |
| 武艺     | 1990年11月3日 | 歌手       | 杨秀芳         | 母子             |
| 于小彤   | 1994年5月27日 | 演员       | 田洪岩         | 母子             |
| 武大靖   | 1994年7月24日 | 滑冰运动员 | 吕玉香         | 母子             |

### 第三季·好好生活季
| 观察对象 | 观察对象      | 观察对象           | 观察员 | 观察员           |
| 姓名     | 生日          | 职业               | 姓名   | 与观察对象之关系 |
| -------- | ------------- | ------------------ | ------ | ---------------- |
| 张远     | 1985年6月2日  | 歌手、演員         | 張祖順 | 堂兄弟           |
| 武艺     | 1990年3月11日 | 歌手               | 杨秀芳 | 母子             |
| 武艺     | 1990年3月11日 | 歌手               | 武星   | 兄弟             |
| 井朧     | 1997年7月7日  | 歌手               | 彭月侠 | 母子             |
| 井朧     | 1997年7月7日  | 歌手               | 井迪   | 弟               |
| 唐九洲   | 1998年2月5日  | 歌手、主持人、演員 | 袁春梅 | 母子             |
| 余承恩   | 1998年9月21日 | 歌手、演員         | 邵建芬 | 母子             |
| 余承恩   | 1998年9月21日 | 歌手、演員         | 余娜   | 弟               |
| 张博恒   | 2000年3月4日  | 體操運動員         | 張利輝 | 外婆孫           |
| 王一珩   | 2004年8月27日 | 歌手               | 陳帥卿 | 母子             |

### 成员变迁
第一季
2018年7月7日，《我家那小子》第一季在湖南卫视首播，四组首发嘉宾分别为朱雨辰与母亲朱湘玲、钱枫与母亲李素妹、陈学冬与大姨陈中妹，以及武艺与母亲杨秀芳。
2018年7月14日，第二期节目播映完毕。朱雨辰以「新剧拍摄任务较重而无暇顾及」为由，与母亲从节目中正式下车。同月21日，第三期节目在湖南卫视播映，徐海乔与母亲高绪增自该期节目起正式出演。8月4日，第五期节目在湖南卫视播映，徐海乔因前期前往青海旅行从而导致积累素材较少，故该期节目中未播放与其相关的片段，但母亲依旧作为观察员参与该期节目。
第二季
2019年5月2日，《我家那小子》第二季在湖南卫视首播，上一季参加节目的陈学冬和钱枫本季继续参加，而本季新加入的两组首发嘉宾则分别为于小彤与母亲田洪岩，以及武大靖与母亲吕玉香。
5月16日，第三期节目在湖南卫视播映，武大靖因前期参与集训从而导致积累素材较少，故该期节目中未播放与其相关的片段，但母亲依旧作为观察员参与该期节目。同月23日，第四期节目播映完毕，武大靖与母亲从节目中正式下车。30日，第五期节目在湖南卫视播映，上一季参加节目的武艺自该期节目起正式回归。6月20日，第八期节目在湖南卫视播映，钱枫因前期积累素材较少，故该期节目中未播放与其相关的片段，但母亲依旧作为观察员参与该期节目。同月27日，第九期节目播映完毕，钱枫因工作档期安排而提前结束录制。此后，节目中不再播放钱枫的生活片段，但钱枫与母亲并未退出节目。7月18日，第十二期节目在湖南卫视播映，于小彤的生活片段因「不可控因素」而在正式播出时被删减（此前曾在下期预告中出现）。
第三季·好好生活季
《我家那小子·好好生活季》的首發小子分别為张远、唐九洲、张博恒及王一珩，分別來自「再就業男團」、「南波万」、「中国国家体操队」及「十个勤天」四團體，因此在陣容官宣時獲得多名好友支持。
隨著张博恒在第四期節目的片段中回到國家隊進行冬訓而暫別節目錄製，《披荆斩棘》第四季六号房的井朧在第五期正式亮相。
唐九洲及王一珩在第六期後下車，前两季参加节目的武艺在第七期回歸。
首發小子中的张远在第八期後下車，至此首發小子已全部下車；同為《創造營2019》學員的余承恩在第九期亮相。

## 节目内容

### 第一季
| 集数 | 播出日期      | 主题           | 观察对象                   | 飞行观察员   |
| ---- | ------------- | -------------- | -------------------------- | ------------ |
| 1    | 2018年7月7日  | 成家吧！儿子   | 陈学冬、武艺、朱雨辰、钱枫 | 宁静         |
| 2    | 2018年7月14日 | 成长吧！小子   | 陈学冬、武艺、朱雨辰、钱枫 | 宁静         |
| 3    | 2018年7月21日 | 改变吧！小子   | 陈学冬、武艺、徐海乔、钱枫 | 冷凇         |
| 4    | 2018年7月28日 | 坚强点！小子   | 陈学冬、武艺、徐海乔、钱枫 | 冷凇         |
| 5    | 2018年8月4日  | 老友记         | 陈学冬、武艺、钱枫         | 陈翔         |
| 6    | 2018年8月11日 | 小子，你行的！ | 陈学冬、武艺、徐海乔、钱枫 | 胡一天       |
| 7    | 2018年8月18日 | 相爱吧，小子！ | 陈学冬、武艺、徐海乔、钱枫 | 王珂、纪凌尘 |
| 8    | 2018年8月25日 | 出发吧，小子！ | 陈学冬、武艺、徐海乔、钱枫 | 李静         |
| 9    | 2018年9月1日  | 挑战吧，小子！ | 陈学冬、武艺、徐海乔、钱枫 | 梅婷         |
| 10   | 2018年9月8日  | 爱情的模样     | 陈学冬、武艺、徐海乔、钱枫 | 柴碧云       |
| 11   | 2018年9月15日 | 很高兴见到你   | 陈学冬、武艺、徐海乔、钱枫 | 韩雪         |
| 12   | 2018年9月22日 | 最好的礼物     | 陈学冬、武艺、徐海乔、钱枫 | 陈龙、章龄之 |

### 第二季
- 兼任觀察員者以粗體表示。

| 集数 | 播出日期      | 观察对象                     | 飞行观察员         |
| ---- | ------------- | ---------------------------- | ------------------ |
| 1    | 2019年5月2日  | 陈学冬、钱枫、于小彤、武大靖 | 曹云金、唐菀       |
| 2    | 2019年5月9日  | 陈学冬、钱枫、于小彤、武大靖 | 王琳               |
| 3    | 2019年5月16日 | 陈学冬、钱枫、于小彤         | 蔡国庆             |
| 4    | 2019年5月23日 | 陈学冬、钱枫、于小彤、武大靖 | 王刚               |
| 5    | 2019年5月30日 | 陈学冬、武艺、钱枫、于小彤   | 袁姗姗             |
| 6    | 2019年6月6日  | 陈学冬、武艺、钱枫、于小彤   | 黄圣依             |
| 7    | 2019年6月13日 | 陈学冬、武艺、钱枫、于小彤   | 易立竞             |
| 8    | 2019年6月20日 | 陈学冬、武艺、于小彤         | 喻国明、马薇薇     |
| 9    | 2019年6月27日 | 陈学冬、武艺、钱枫、于小彤   | 焦俊艳             |
| 10   | 2019年7月4日  | 陈学冬、武艺、于小彤         | 陈翔               |
| 11   | 2019年7月11日 | 陈学冬、武艺、于小彤         | 林依轮             |
| 12   | 2019年7月18日 | 陈学冬、武艺                 | 钱枫、于小彤、戚薇 |

### 第三季·好好生活季
- 兼任觀察員者以粗體表示。

| 集数 | 播出日期       | 观察对象                     | 飞行观察员                   |
| ---- | -------------- | ---------------------------- | ---------------------------- |
| 1    | 2024年12月7日  | 张远、唐九洲、张博恒、王一珩 | 文韜、朱怡文（旺旺）         |
| 2    | 2024年12月14日 | 张远、唐九洲、张博恒、王一珩 | 文韜、朱怡文（旺旺）         |
| 3    | 2024年12月21日 | 张远、唐九洲、张博恒、王一珩 | 刘美含、朱怡文（旺旺）       |
| 4    | 2024年12月28日 | 张远、唐九洲、张博恒、王一珩 | 刘美含、朱怡文（旺旺）       |
| 5    | 2025年1月4日   | 张远、唐九洲、王一珩、井朧   | 刘美含、刘维、朱怡文（旺旺） |
| 6    | 2025年1月11日  | 张远、唐九洲、王一珩、井朧   | 高卿尘                       |
| 7    | 2025年1月18日  | 张远、井朧、武艺             | 高卿尘、靳梦佳               |
| 8    | 2025年1月25日  | 张远、井朧、武艺             | 高卿尘、靳梦佳               |
| 9    | 2025年2月1日   | 井朧、武艺、余承恩           | 文文、蔡旻佑                 |
| 10   | 2025年2月8日   | 井朧、武艺、余承恩           | 文文、蔡旻佑                 |
| 11   | 2025年2月15日  | 井朧、武艺、余承恩           | 文文、蔡旻佑                 |
| 12   | 2025年2月22日  | 井朧、武艺、余承恩           | 文文、蔡旻佑                 |

## 争议
本节目被指控为疑似抄袭韩国SBS电视台综艺节目《我家的熊孩子》。对此，韩国SBS电视台于2018年7月13日下午作出回应，表示从未向中国正式出售过《我家的熊孩子》版权，并将对抄袭行为是否属实尽快作出确认。
此外，在2018年7月7日播出的第一期节目中，由于陈学冬在拍摄该期节目的素材片段时进行了染发并紥有髮辫，故该期节目所有与陈学冬相关的片段中涉及到陈学冬头部的画面均作出了贴图处理。

## 主题曲
《我家那小子》第一季同名主题曲《My Little One》由王雅君作词，韩星洲作曲及编曲，涂逸担任制作人，武艺演唱，于节目中作为片尾曲播放，歌曲音频于2018年7月29日在QQ音乐正式上线。
《我家那小子》第二季主题曲为《放肆看我》，由万一作词，李想作曲，胡晨编曲，涂逸担任制作人，曾一鸣演唱，于节目中作为片尾曲播放，歌曲音频于2019年5月2日在网易云音乐正式上线。

## 收视率

### 第一季
| 中国大陆 湖南卫视 首播收视率 |               |        |          |       |           |           |           |                                                                                |
| 集數                         | 播出日期      | CSM52  | CSM52    | CSM52 | CSM全国网 | CSM全国网 | CSM全国网 | 備註                                                                           |
| 集數                         | 播出日期      | 收視率 | 收視份額 | 排名  | 收視率    | 收視份額  | 排名      | 備註                                                                           |
| 1                            | 2018年7月7日  | 0.666  | 3.32     | 10    | 0.9       | 5.87      | 1         |                                                                                |
| 2                            | 2018年7月14日 | 0.785  | 3.93     | 8     | 0.73      | 4.56      | 1         | 江苏《阅读·阅美第二季》开播                                                    |
| 3                            | 2018年7月21日 | 0.770  | 4.90     | 5     | 0.85      | 6.22      | 1         | 最高收视落在烟台市1.72 CSM52不含广告收视率0.8，份额4.88                        |
| 4                            | 2018年7月28日 | 0.772  | 4.74     | 10    | 0.96      | 6.82      | 1         | 最高收视落在长沙市1.842 CSM52不含广告收视率0.803，份额4.747                    |
| 5                            | 2018年8月4日  | 0.782  | 5.03     | 5     | 0.9       | 6.65      | 1         | 最高收视落在惠州市2.12 CSM52不含广告收视率0.81，份额5.02                       |
| 6                            | 2018年8月11日 | 0.750  | 5.12     | 4     | 0.96      | 7.31      | 1         | 最高收视落在深圳市1.92 CSM52不含广告收视率0.79，份额5.11                       |
| 7                            | 2018年8月18日 | 0.851  | 5.30     | 5     | 0.85      | 6.14      | 1         | 最高收视落在惠州市3.69 CSM52不含广告收视率0.89，份额5.3 浙江《最优的我们》完结 |
| 8                            | 2018年8月25日 | 0.782  | 5.19     | 5     | 0.77      | 5.79      | 1         | 浙江《这！就是灌篮》开播                                                       |
| 9                            | 2018年9月1日  | 0.696  | 4.65     | 6     | 0.84      | 6.65      | 1         | 浙江《这！就是灌篮》前移至20:50播出                                            |
| 10                           | 2018年9月8日  | 0.894  | 6.19     | 2     | 0.91      | 7.43      | 1         | 浙江《这！就是灌篮》后移至22:00播出                                            |
| 11                           | 2018年9月15日 | 0.849  | 5.72     | 6     | 0.9       | 7.16      | 1         |                                                                                |
| 12                           | 2018年9月22日 | 0.82   | 5.55     | 3     | 0.87      | 6.86      | 1         |                                                                                |

1. 同时段或交叉时段主要节目：
  - 浙江卫视：《最优的我们》／《这！就是灌篮》
  - 江苏卫视：《无限歌谣季》／《阅读·阅美2》
2. 数据由广视索福瑞提供，调查范围为四岁以上之观众。
3. 以上收视排名不包括央视在内。
4. 资料来源：卫视这些事儿、卫视小露电、TV未知数。
5. 排名为週六晚间所有综艺节目的排名，并不一定为同一时段。
6. 52城收视包括广告在内，「备注」一栏中的分城数据不包括广告在内。

### 第二季
| 中国大陆 湖南卫视 首播收视率 |               |           |           |           |           |                                                                                  |
| 集數                         | 播出日期      | CSM55／59 | CSM55／59 | CSM全国网 | CSM全国网 | 備註                                                                             |
| 集數                         | 播出日期      | 收視率    | 收視份額  | 收視率    | 收視份額  | 備註                                                                             |
| 1                            | 2019年5月2日  | 0.671     | 3.93      | 0.6       | 3.98      |                                                                                  |
| 2                            | 2019年5月9日  | 0.451     | 3.70      | 0.39      | 3.88      |                                                                                  |
| 3                            | 2019年5月16日 | 0.488     | 4.21      | 0.32      | 3.37      | CSM55不含广告收视率0.49，份额4.16                                                |
| 4                            | 2019年5月23日 | 0.432     | 3.37      | 0.27      | 2.65      |                                                                                  |
| 5                            | 2019年5月30日 | 0.458     | 3.59      | 0.35      | 3.46      |                                                                                  |
| 6                            | 2019年6月6日  | 0.650     | 4.61      | 0.48      | 3.94      |                                                                                  |
| 7                            | 2019年6月13日 | 0.432     | 3.76      | 0.36      | 3.7       | CSM55不含广告收视率0.44，份额3.75                                                |
| 8                            | 2019年6月20日 | 0.524     | 4.08      | 0.41      | 3.76      | CSM55不含广告收视率0.53，份额4.04                                                |
| 9                            | 2019年6月27日 | 0.645     | 5.06      | 0.58      | 5.2       | CSM55不含广告收视率0.67，份额5.03                                                |
| 10                           | 2019年7月4日  | 0.507     | 3.90      | 0.49      | 4.18      | 自2019年7月1日起，城市组新增岳阳、金华、秦皇岛、南充测量仪数据，CSM55变更为CSM59 |
| 11                           | 2019年7月11日 | 0.644     | 4.52      | 0.56      | 4.3       |                                                                                  |
| 12                           | 2019年7月18日 | 0.533     | 3.73      | 0.47      | 3.81      |                                                                                  |

1. 数据由广视索福瑞提供，调查范围为四岁以上之观众。
2. 资料来源：卫视这些事儿、卫视小露电、TV未知数。

### 第三季·好好生活季
| 中国大陆 湖南卫视 首播收视率 （ky.live） |                |        |        |      |                        |
| 集數                                     | 播出日期       | 收视率 | 市佔率 | 排名 | 備註                   |
| OP                                       | 2024年11月30日 | 0.4497 | 4.2663 | 2    | 超前企劃               |
| 1                                        | 2024年12月7日  | 0.2580 | 3.9645 | 3    |                        |
| 2                                        | 2024年12月14日 | 0.2916 | 4.0306 | 4    |                        |
| 3                                        | 2024年12月21日 | 0.2710 | 3.6910 | 4    |                        |
| 4                                        | 2024年12月28日 | 0.2536 | 3.5255 | 4    |                        |
| 5                                        | 2025年1月4日   | 0.2790 | 3.7189 | 4    |                        |
| 6                                        | 2025年1月11日  | 0.2814 | 3.9397 | 4    |                        |
| 7                                        | 2025年1月18日  | 0.3483 | 4.4467 | 3    | 浙江《王牌新主播》完结 |
| 8                                        | 2025年1月25日  | 0.3928 | 4.0998 | 2    |                        |
| 9                                        | 2025年2月1日   | 0.3128 | 3.3289 | 4    |                        |
| 10                                       | 2025年2月8日   | 0.3169 | 3.8146 | 3    |                        |
| 11                                       | 2025年2月15日  | 0.2951 | 4.2867 | 4    |                        |
| 12                                       | 2025年2月22日  | 0.3316 | 3.8873 | 3    |                        |

1. 同时段或交叉时段主要节目：
  - 浙江卫视：《王牌新主播》
2. 数据由酷云数娱提供，调查范围为双向交互电视观众。
3. 以上收视排名不包括央视在内。
4. 排名为週六晚间所有综艺节目的排名，并不一定为同一时段。

## 宣传活动

### 第一季
| 播出时间      | 活动           | 出席者       |
| ------------- | -------------- | ------------ |
| 2018年8月11日 | 《快乐大本营》 | 陈学冬、武艺 |

### 第二季
| 播出时间     | 活动           | 出席者         |
| ------------ | -------------- | -------------- |
| 2019年6月2日 | 《天天向上》   | 武艺、钱枫     |
| 2019年6月8日 | 《快乐大本营》 | 陈学冬、于小彤 |
| 2019年6月9日 | 《天天向上》   | 钱枫、于小彤   |

## 后续
2019年，湖南卫视以《我家那小子》为依托，推出「我家」系列亲情成长观察类节目，第二部《我家那闺女》于2019年1月5日首播，第三部《我家小两口》于2019年7月6日首播。